# IBM Lotus SmartSuite
SmartSuite – pakiet biurowy firmy IBM, a wcześniej Lotus Software, istniejący w wersjach dla IBM OS/2 oraz Microsoft Windows.

## Status
SmartSuite jest w trybie konserwacji, wspierany poprawkami i pakietami poprawek dla Windows 2000 i Windows XP. SmartSuite nie jest oficjalnie wspierany przez IBM w wersjach nowszych od Windows XP, ale działa na obu 32- i 64-bitowych wersjach Visty i Windows 7, jeśli installer i aplikacje są włączone w trybie kompatybilności z XP dla plików wykonywalnych. Ten tryb nie jest wymagany do instalacji albo uruchomienia Organizer 6. IBM nie planuje wydania specjalnych wersji SmartSuite oraz Organizer kompatybilnych z Windows 7.
W roku 2007 IBM zaprezentował nowy pakiet biurowy nazwany IBM Lotus Symphony, niezwiązany z Lotus Symphony zintegrowanym pakietem aplikacji, który Lotus wypuścił wcześniej.
W lipcu 2012 na stronie internetowej IBM cena licencji użytkownika Lotus SmartSuite 9.8 wynosiła 342 dolary amerykańskie.

## Komponenty
Poniższe aplikacje wchodzą w skład SmartSuite dla Microsoft Windows:
- Lotus Word Pro – edytor tekstu; poprzednio zwany Ami Pro; format pliku .lwp
- Lotus 1-2-3 – arkusz kalkulacyjny; formaty plików: .123, .wk1, .wk3, .wk4
- Lotus Freelance Graphics – oprogramowanie do prezentacji; format pliku .prz
- Lotus Approach – relacyjna baza danych; format pliku .apr (wprowadzanie danych i raportów), .dbf (bazy danych)
- Lotus Organizer – zarządca informacji osobistej; format pliku .org, .or2, .or3
- Lotus SmartCenter – pasek narzędzi pozwala użytkownikowi na szybki dostęp do programów, kalendarza, zakładek internetowych i innych zasobów
- Lotus FastSite – oprogramowanie do projektowania stron internetowych; format pliku .htm
- Lotus ScreenCam – program do nagrywania ekranu do tworzenia tutoriali wideo i filmów instruktażowych; formaty plików: .scm, .exe, .wav

## Historia wersji dla Windows
- 1994: SmartSuite 2.1 (Ami Pro 3.0, 1-2-3 4.0, Freelance Graphics 2.0, Approach 2.0 i Organizer 1.1)
- 1995: SmartSuite 3.1, dla Windows 3.11 (Lotus 1-2-3 ver. 5, Approach 3.0, Ami Pro 3.1, Freelance Graphics 2.1, Organizer 2.1 i ScreenCam 1.1).
- 1995: SmartSuite 4.0, dla Windows 3.11
- 1996: SmartSuite 97, dla Windows 95 i Windows NT 4.0 (1-2-3 97, Word Pro 97, Approach 97, Freelance Graphics 97, Organizer 97, ScreenCam 4.0 i SmartCenter)
- 1997: SmartSuite 4.5, dla Windows 3.11 (Word Pro 97 Edition for Windows 3.1.)
- 1999: SmartSuite Millennium Edition (9.5) (Organizer 5.0, Fastsite release 2, WordPro Millennium Edition, 1-2-3 Millennium Edition, Freelance Graphics Millennium Edition, Approach Millennium Edition, SmartCenter i ScreenCam).
- październik 2002: najnowsze wydanie – SmartSuite Millennium Edition 9.8.

## Kompatybilność
Większość albo wszystkie programy SmartSuite są zdolne do czytania i pisania korespondencyjnych plików Microsoft Office, natomiast programy Microsoftu są zdolne do czytania tylko kilku zabytkowych formatów programów Lotus, takich jak starsze pliki 1-2-3.wks oraz.wk1. Dodatkowo, kilka komponentów SmartSuite zapewnia funkcjonalność niedostępną w pakiecie Microsoft Office, na przykład Lotus FastSite oraz Lotus SmartCenter.

## IBM kontra Microsoft
W swoim stwierdzeniu faktów w sprawie United States v. Microsoft sędzia Thomas Penfield Jackson ustalił, że z powodu marketingu produktów IBM, Lotus SmartSuite i innych alternatyw dla produktów firmy Microsoft (takich jak World Book Encyclopedia zamiast Encarty Microsoftu), Microsoft „ukarał firmę IBM wysokimi cenami późnych licencji na Windows 95 oraz wstrzymaniem wsparcia technicznego i marketingowego”.
Microsoft przyznał IBM prawa OEM do Windows 95 dopiero 15 minut przed wydaniem systemu (24 sierpnia 1995). Ze względu na tę niepewność, komputery IBM były sprzedawane bez tego systemu, podczas gdy Compaq, HP i inne pobłażliwe firmy sprzedawały komputery z Windows 95 od pierwszego dnia.